# 列車無線アンテナ
列車無線アンテナ（れっしゃむせんアンテナ）は、車両側は鉄道車両に装着して、また地上側は路線沿線に設置され列車無線の送受信に使用されるアンテナである。

## 車両への設置
空間波無線の場合、多くは乗務員室付近の屋根上に設置される。また簡易的なものとして乗務員室内に設置されるものもある。
一方、主に地下鉄等で使用される誘導無線用のアンテナは車体側面（妻面）や床下、屋根上に複数設置される。
通常、一つの運転台または無線機につき一つ（または一組）のアンテナが設置されるが、一つに集約している例、また編成内二つのアンテナを片側の先頭車に集約するような例も存在する（東京メトロ南北線系統など）。

### 直通運転への対応
アンテナはその車両が走行する路線に合わせたものが装着されるが、直通運転をする車両には、複数の種類のアンテナが設置される例がある。例えば、東京地下鉄（東京メトロ）の03系は、自社の誘導無線のほかに、東武用と東急用のそれぞれの空間波無線の計3種類のアンテナを搭載している。逆に、直通先が自社局と同一の無線システムの場合など、1つのアンテナを共用することもある。例えば、東京都交通局（都営地下鉄）浅草線と、同線に乗り入れる京浜急行電鉄、京成電鉄、北総鉄道、芝山鉄道の各社局は、2種類の周波数を乗り入れ境界駅で切り替える同一の誘導無線システムであるため、直通運転する車両には屋根上に設置された1組のアンテナを共用しており（無線機も1種類）、2010年代後半から開始されたデジタル空間波無線化においても従来の誘導無線を包括した新無線機およびアンテナを同様に共用している。新京成電鉄は自社は空間波無線であったが、それは先んじて導入していた当時の直通先であった北総開発鉄道（現・北総鉄道）および住宅・都市整備公団（現・千葉ニュータウン鉄道）の誘導無線とは異なる方式であった。後に北総および公団両者との直通を廃止し、京成電鉄との直通を開始した際もこれはそのままだった。これは新京成電鉄の場合、誘導無線のメリットが新京成にないこと、2種類のチャンネルのどちらも他社線と重複する等の事情があったためである。さらにその後、新京成電鉄もデジタル空間波無線化された際には先行してデジタル空間波無線を導入していた京成電鉄との切り替え機能を有する無線機に更新され、2023年（令和5年）4月22日までには無線機がデジタル空間波無線に一本化された。なお、無線機やアンテナを共用する直通運転の場合、周波数帯が共通であれば事業者によって逆L型と円筒型のようにアンテナ形状が異なっていてもそのまま使用されることもある。

### デジタル無線への対応
空間波無線では、アナログ式の場合は1本のアンテナが設置されるが、デジタル式の場合ではダイバーシティとして2本のアンテナを設置する。
製造時よりデジタル無線に対応する場合は2本とも屋上に設置する場合がほとんどであるが、既存車を改造する場合は乗務員室内への増設で対応される例が多く、これはJR東日本（E231系の後期車やE531系以降で変更）に代表される。デジタル無線化の直前に製造された車両では、2本目のアンテナを準備工事としている例もみられた（東武60000系や西武40000系、東急2020系など）。単に空間波無線をデジタル化する場合、大抵は従来のアナログ無線と新しいデジタル無線とを共存させることはない。このため過渡期には車両側でアナログ・デジタルの双方に対応させる必要が生じ、上記の例では両対応の車上装置を用いて対応している。
これとは異なり、従来の装置に加えてデジタル専用の装置を増設するような事例もある。例えば東京メトロの各車や東急5000系列などでは、車両により屋上に3本のアンテナが設置されている。これは従来のアナログ用に加えてデジタル用の2本を設置しているパターンで、新造・改造問わず見られる。
また、直通運転などにより複数の無線装置を備えている車両のデジタル化に際して、装置を1つに統合することでアンテナを増やすことなく対応した例もある。

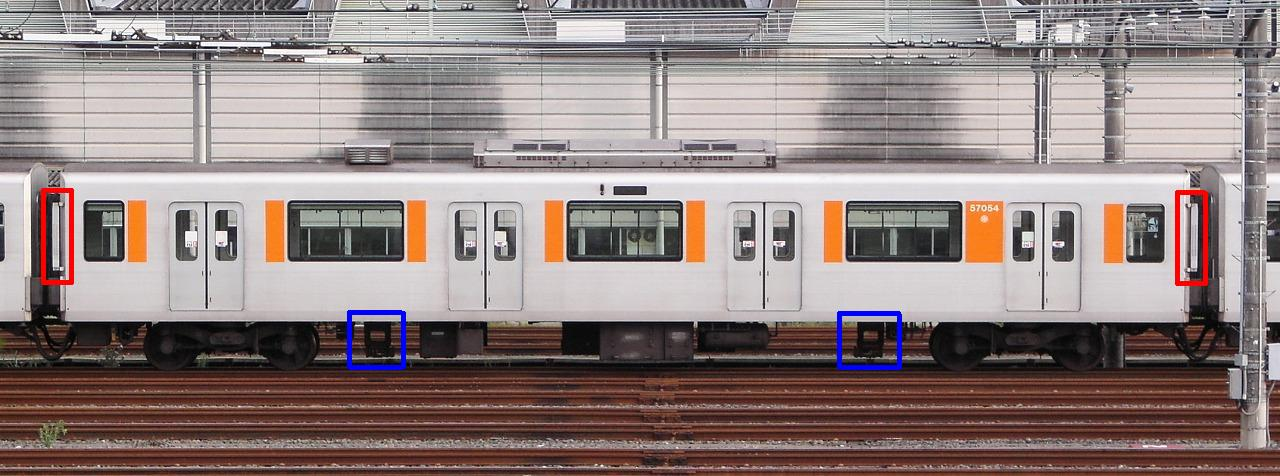
東武50050系の車体にある誘導無線アンテナ。赤枠は側面アンテナ、青枠は床下アンテナである
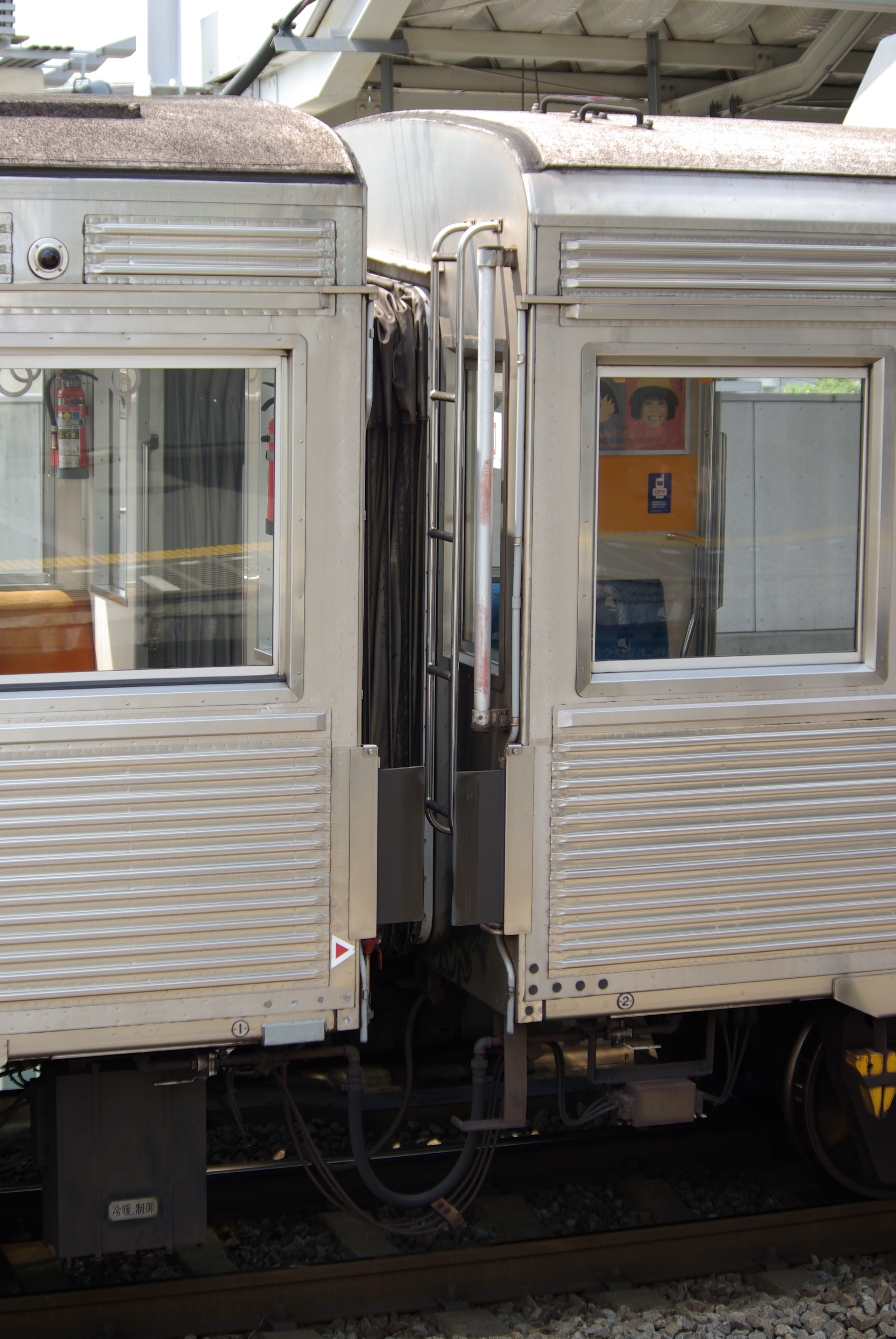
東急8500系の側面誘導無線アンテナ。
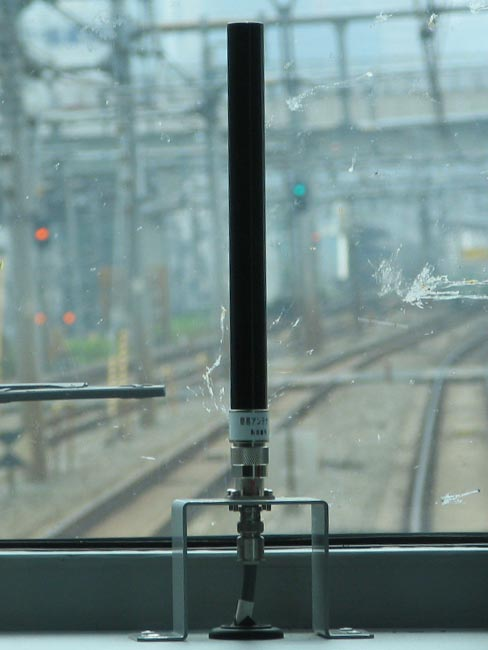
JR東日本E257系の乗務員室内に設置されたアンテナ。

### アンテナの形状
屋根上に設置されるアンテナでは、主に大きく分けて以下の4つのタイプがある。使用している主な路線などもあわせて記す。
- 逆L型
  - 東武鉄道、西武鉄道、東急電鉄、小田急電鉄、新京成電鉄、東京メトロ（直通先用/一部を除く）、都営地下鉄新宿線、名古屋鉄道、近畿日本鉄道、京阪電気鉄道、阪急電鉄、阪神電気鉄道
- モノポール型
  - 円筒型
    - JR（在来線）、相模鉄道（空間波無線）、東武鉄道（一部）、京王電鉄、東急電鉄（直通先用）、東京メトロ、都営地下鉄三田線（空間波無線）、京成電鉄（空間波無線）、京浜急行電鉄（空間波無線）、都営地下鉄浅草線（空間波無線）、南海電気鉄道

  - ホイップ（金属棒）型
    - 東京都交通局（都電荒川線）

  - ブレード（金属板）型（いずれも誘導無線）
    - 京成電鉄、京浜急行電鉄、都営地下鉄浅草線、相模鉄道、都営地下鉄三田線

## 地上側のアンテナ
空間波無線の場合は無線基地局のアンテナを柱上に設置するか、トンネルや地下の場合は漏洩同軸ケーブルを天井や壁面等線路に沿って敷設し車両と通信する。誘導無線の場合は地上区間は架線柱上、トンネル・地下では天井や壁面等線路に沿って誘導線が設置され、それを介して車上アンテナと通信する。

## 製造者
- アンテナ技研 - JR､相鉄向け
- HYSエンジニアリングサービス
- 日本アンテナ
- 日本電気

## その他の鉄道車両のアンテナ

### 衛星電話用アンテナ
只見線や花輪線など、列車無線の届かない山間部の路線用に衛星電話とそのアンテナを装備する場合がある。

### 交流用車両の静電アンテナ
新幹線の屋根上にある角度を付けた逆L字型のアンテナは架線に電気が流れているかどうかを検知する「静電アンテナ」である。静電アンテナは駅や車両所構内の入換えに伴う車上と地上の扱い所との間でのVHF帯無線通信の機能を兼ねている。同様のアンテナは形状違いのものが在来線の交流用電車や交直流電車にも装備されている。

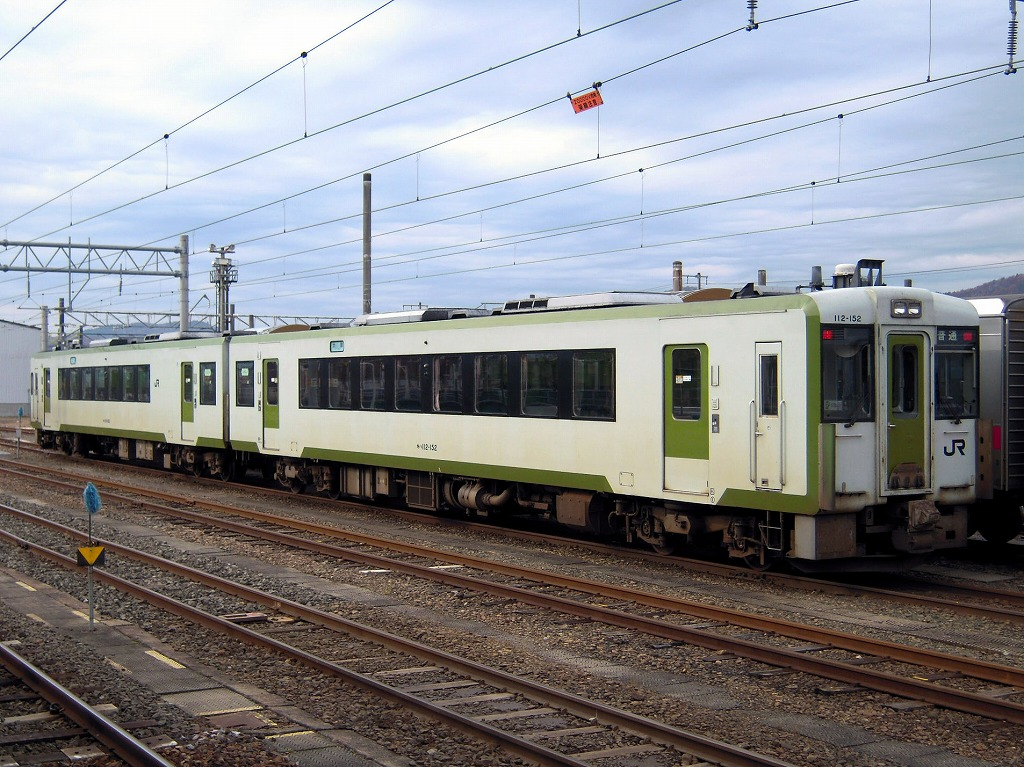
花輪線用キハ110系、先頭部屋根上に衛星電話用アンテナ
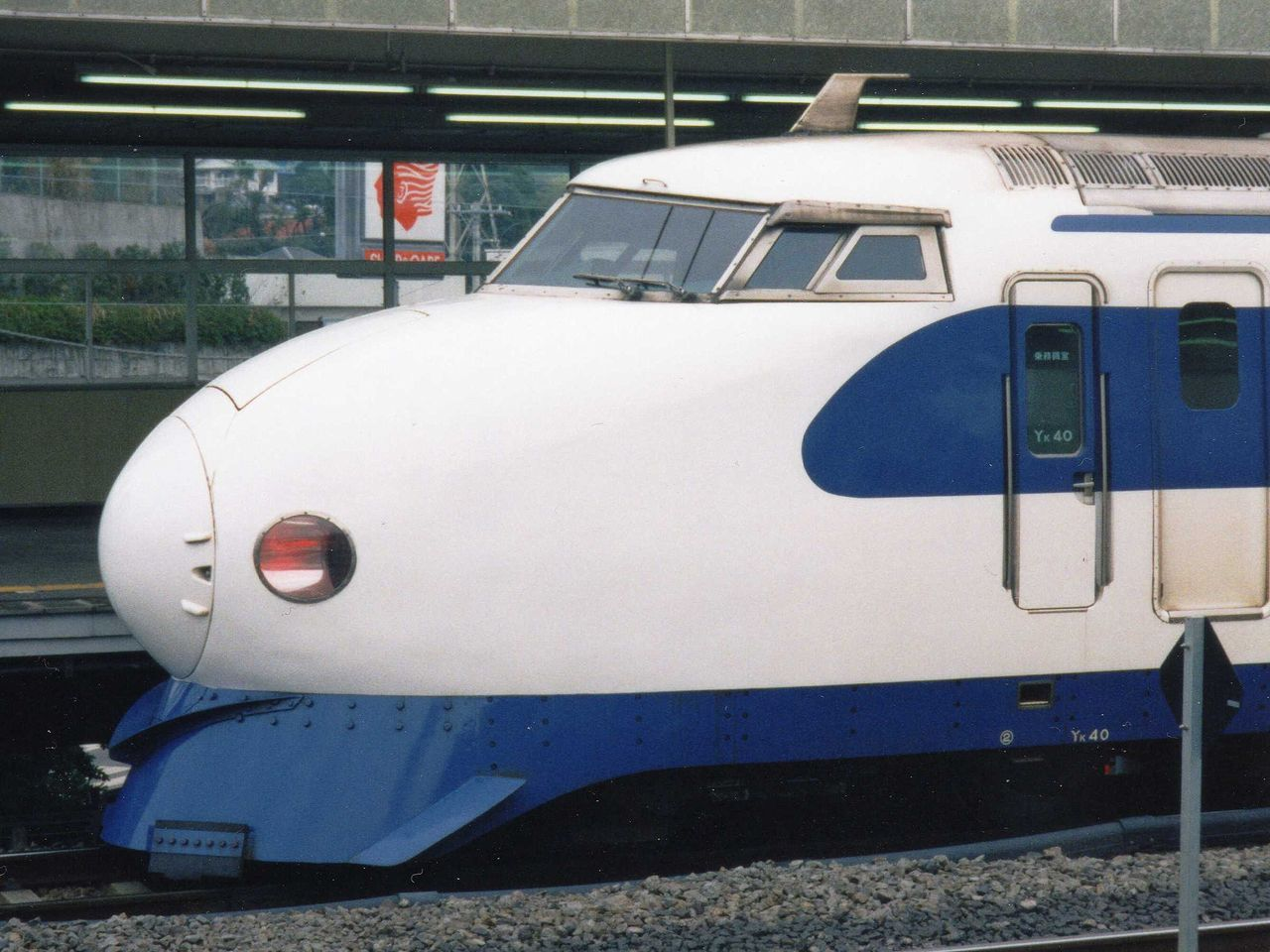
新幹線0系電車、先頭部屋根上に静電アンテナ